# Rågö naturreservat
Rågö naturreservat är ett naturreservat i Nyköpings skärgård i Nyköpings kommun, beläget cirka sex kilometer sydväst om Studsvik.
Reservatet, som omfattar 1559,2 hektar, är ett typiskt kust- och skärgårdsområde som kännetecknas av en mycket småbruten topografi med branta bergsryggar och mellanliggande sänkor.
Naturreservatet ingår i det Europeiska nätverket (Natura 2000).